# 유령 (스타크래프트)
유령(영어: Ghost)은 스타크래프트 종족인 테란의 유닛이다. 배럭에서 생산이 가능하다.

## 특징
유령은 스타크래프트와 스타크래프트 리마스터에서는 Ghost란 영단어를 그대로 한글로 음역한 고스트라고 불리며 스타크래프트 2에서는 한국어로 번역된 유령으로 불린다. 유령은 테란의 최종 테크 유닛이자 지상 유닛이며 바이오닉 테란의 유닛들 중에선 가장 마지막에 생산이 가능한 유닛이다. 지대지 공격과 지대공 공격이 모두 가능하며 기본적인 능력치는 체력:45이고 기본 방어력은 0으로 없다. 생산하는데 필요한 가격은 미네랄:25, 가스:75에 인구수는 1을 소모한다. 생산되는데 필요한 건물은 아카데미, 사이언스 퍼실리티, 사이언스 퍼실리티의 애드온 건물인 코버트 옵스이다. 뉴클리어 사일로에서 생산된 뉴클리어 미사일을 날리는 능력이 존재하며 이는 스타크래프트에서는 핵공격이라고 불린다. 이외에 코버트 옵스에선 유령에 대한 마법 기술 연구와 유령과 관련된 업그레이드가 가능하며 일정 시간 동안 마나를 소모하며 자신을 은폐하는 은폐(클로킹), 결박(락다운)의 기술 연구, 유령의 시야를 늘려주는 인공눈 이식, 유령의 마나를 200에서 250으로 늘려주는 뫼비우스 반응로의 연구를 한다. 테란의 최종 테크 유닛이지만 종족전을 불문하고 잘 쓰이지는 않으며 테테전의 극후반, 테저전의 극후반, 테프전 등에서 가끔 뉴클리어 스트라이크 공격을 할 때에만 주로 사용되고 이외에 테테전에서 배틀크루저, 테프전에서 캐리어를 락다운으로 결박하는 용도로 사용된다. 스타크래프트 2에서는 체력이 100으로 상향되었으며 기본 공격력은 10으로 그대로지만 경잡갑을 상대로는 20의 피해를 준다. 소모되는 인구수는 2로 더 늘어났으며 미네랄:150, 가스:125로 더 비싸졌다. 대신 방어력을 무시하고 일정 시간이 지나면 바로 최대 170의 피해를 주는 부동 조준, 사이언스 베슬이 사용하던 기술인 EMP 탄환, 공격 중지, 무기 사용 등의 능력치를 전작의 락다운을 대신해 사용이 가능하도록 바뀌었으며 이로 인해 테저전에서 전작보다 더욱 강력한 모습을 가진 유닛으로 환골탈태가 되었다. 영웅 유닛으로는 알렉세이 스투코프, 사라 케리건, 사미르 듀란이 존재한다. 알렉세이 스투코프는 체력 250, 방어력 3, 공격력 30, 사라 케리건은 체력 250, 방어력 3, 공격력 30이며 사미르 듀란은 체력 200, 방어력 2, 공격력 25이다. 알렉세이 스투코프와 사미르 듀란은 스타크래프트 오리지날엔 없으며 브루드워 확장팩에서 새로이 추가된 영웅이다.

## 같이 보기
- 스타크래프트
- 테란